# 宋巨源
宋巨源（1715年—1763年），字崑發，號曲水，江南蘇州府元和縣人，清朝政治人物、儒學教授。

## 生平
宋巨源來自蘇州長洲宋氏家族。曾祖宋振業為康熙十五年（1676年）丙辰科武進士；祖父宋敏行為長洲庠生；父宋安仁（字懷瑾，號南漪，1692-1750）為宋敏行次子，府庠生，歷任景州知州、臨洮府知府、蘭州府知府。母為監生陸純錫女。宋巨源為宋淇源長兄，台灣府海防同知宋清源從兄，四庫全書館職官宋枋遠伯父。
宋巨源為宋安仁長子，元和附監生，乾隆六年（1741年）辛酉科順天鄉試舉人，十年（1745年）乙丑科二甲第二十八名進士。任江西大庾縣知縣，二十一年（1756年）任丙子科江西鄉試同考官，後改任江蘇常州府儒學教授，授文林郎，二十八年（1763年）秋卒於官。

## 家庭
夫人為邵泰女。有二子宋模遠、宋杓遠，一女嫁典史尤學恭。